# Claiborne Fox Jackson
Claiborne Fox Jackson, född 4 april 1806 i Fleming County, Kentucky, död 6 december 1862 i Little Rock, Arkansas, var en amerikansk demokratisk politiker. Han var Missouris guvernör från 3 januari till 23 juli 1861. Därefter ledde han Missouris exilregering på den konfedererade sidan i amerikanska inbördeskriget.
Jackson var talman i Missouris representanthus 1844 och 1846. År 1860 vann han guvernörsvalet i Missouri som demokraternas kandidat och tillträdde guvernörsämbetet i januari 1861. Senare samma år blev han avsatt av delstatens lagstiftande församling. Han var gift tre gånger och alla tre hustrur var döttrar till John Sappington.
Jackson avled 1862 i Arkansas och gravsattes på Sappington Cemetery i Missouri.